# OFC Champions League 2016
Die OFC Champions League 2016 war die 15. Ausspielung eines ozeanischen Meister-Wettbewerbs für Vereinsmannschaften im Fußball. Die Qualifikation fand zwischen dem 26. und 30. Januar 2016 auf den Cookinseln statt. Die Gruppenphase begann am 8. April 2016. Die Modusänderungen, die zur OFC Champions League 2013/14 getroffen wurden, bleiben erhalten. Die eigentliche Gruppenphase mit elf Vereinen aus den sieben spielstärksten Ländern (davon je zwei aus Fidschi, Neukaledonien, Neuseeland und Papua-Neuguinea, sowie je eine aus den Salomonen, Tahiti und Vanuatu) ist eine Qualifikationsrunde mit den Meistern aus Amerikanisch-Samoa, den Cookinseln, Samoa und Tonga vorgeschaltet. Diese vier Mannschaften spielten in einem Rundenturnier Jeder gegen Jeden den zwölften Teilnehmer an der Gruppenphase aus.
In der Gruppenphase spielten zwölf Mannschaften in drei Vierergruppen die Halbfinalteilnehmer aus, für das sich die drei Gruppensieger und der beste Zweitplatzierte qualifizierten. Die Gruppenphase fand in Turnierform auf Neuseeland im April 2016 statt.
Der Auckland City FC gewann zum sechsten Mal in Folge und zum achten Mal insgesamt den Titel und qualifizierte sich für die FIFA-Klub-Weltmeisterschaft 2016 in Japan.

## Teilnehmer
| Land                         | Verein                      | Qualifiziert durch                                                                         |
| Vereine in der Gruppenphase  | Vereine in der Gruppenphase | Vereine in der Gruppenphase                                                                |
| ---------------------------- | --------------------------- | ------------------------------------------------------------------------------------------ |
| Fidschi                      | Nadi FC                     | Meister der National Football League 2015                                                  |
| Fidschi                      | Suva FC                     | Vizemeister der National Football League 2015                                              |
| Neukaledonien                | AS Magenta                  | Meister der Division d’Honneur 2014                                                        |
| Neukaledonien                | AS Lössi                    | Vizemeister der Division d’Honneur 2014                                                    |
| Neuseeland                   | Auckland City FC            | Sieger des ASB Premiership Finales 2014/15 Erster der ASB Premiership 2014/15 Gruppenphase |
| Neuseeland                   | Team Wellington             | Zweiter der ASB Premiership 2014/15 Gruppenphase                                           |
| Papua-Neuguinea              | Lae City FC                 | Meister der Papua New Guinea National Soccer League 2015                                   |
| Papua-Neuguinea              | Hekari United FC            | Erster der Papua New Guinea National Soccer League 2015 Gruppenphase                       |
| Salomonen                    | Solomon Warriors FC         | Meister der Telekom S-League 2015/16                                                       |
| Tahiti                       | AS Tefana                   | Meister der Tahiti Ligue 1 2014/15                                                         |
| Vanuatu                      | Amicale FC                  | Meister der TVL League 2014/15                                                             |
| Vereine in der Qualifikation |                             |                                                                                            |
| Amerikanisch-Samoa           | Utulei Youth                | Meister der FFAS Senior League 2014                                                        |
| Cookinseln                   | Tupapa FC                   | Meister des Cook Islands Round Cup 2014                                                    |
| Samoa                        | Kiwi FC                     | Meister der Samoa National League 2013/14                                                  |
| Tonga                        | Veitongo FC                 | Meister der Tonga Major League 2015                                                        |

## Qualifikation
Die Qualifikationsphase fand vom 26. bis zum 30. Januar 2016 in Matavera (CIFA Academy Field und Takitumu School), Cookinseln statt. Die Auslosung wurde am 16. November 2016 in Auckland, Neuseeland durchgeführt. Die vier Vereine spielten ein Rundenturnier und der Gewinner zog mit den anderen elf direkt qualifizierten Teilnehmern in die Gruppenphase ein.
| Pl. | Verein       | Sp. | S | U | N | Tore    | Diff. | Punkte |
| --- | ------------ | --- | - | - | - | ------- | ----- | ------ |
| 1.  | Kiwi FC      | 3   | 3 | 0 | 0 | 015:400 | +11   | 09     |
| 2.  | Tupapa FC    | 3   | 2 | 0 | 1 | 017:300 | +14   | 06     |
| 3.  | Utulei Youth | 3   | 1 | 0 | 2 | 006:170 | −11   | 03     |
| 4.  | Veitongo FC  | 3   | 0 | 0 | 3 | 003:170 | −14   | 0      |

| 26. Januar 2016 |     |              |
| Utulei Youth    | 2:6 | Kiwi FC      |
| Veitongo FC     | 0:7 | Tupapa FC    |
| 28. Januar 2016 |     |              |
| Utulei Youth    | 3:2 | Veitongo FC  |
| Tupapa FC       | 1:2 | Kiwi FC      |
| 30. Januar 2016 |     |              |
| Kiwi FC         | 7:1 | Veitongo FC  |
| Tupapa FC       | 9:1 | Utulei Youth |

## Gruppenphase
Die Gruppenphase fand zwischen dem 9. und 17. April 2016 in Neuseeland statt. Die zwölf Vereine wurden in drei Gruppen mit jeweils vier Teams aufgeteilt, mit der Beschränkung, dass Vereine aus demselben Land nicht in dieselbe Gruppe gelost werden konnten. In jeder Gruppe spielten die Teams einmal gegeneinander. Die Gruppensieger, sowie der beste Zweitplatzierte zogen in das Halbfinale ein.
Alle Spiele des Wettbewerbs wurden im North Harbour Stadium in North Shore City, Auckland ausgetragen.

### Gruppe A
| Pl. | Verein              | Sp. | S | U | N | Tore    | Diff. | Punkte |
| --- | ------------------- | --- | - | - | - | ------- | ----- | ------ |
| 1.  | Auckland City FC    | 3   | 3 | 0 | 0 | 009:200 | +7    | 09     |
| 2.  | Amicale FC          | 3   | 2 | 0 | 1 | 007:300 | +4    | 06     |
| 3.  | Solomon Warriors FC | 3   | 1 | 0 | 2 | 005:110 | −6    | 03     |
| 4.  | Lae City FC         | 3   | 0 | 0 | 3 | 005:100 | −5    | 0      |

| 10. April 2016       |        |                      |
| Auckland City FC     | 4:0    | Solomon Warriors FC  |
| Lae City Dwellers FC | 0:3    | Amicale FC           |
| 13. April 2016       |        |                      |
| Lae City Dwellers FC | 1:2    | Auckland City FC     |
| Amicale FC           | 03:0 1 | Solomon Warriors FC  |
| 17. April 2016       |        |                      |
| Solomon Warriors FC  | 5:4    | Lae City Dwellers FC |
| Auckland City FC     | 3:1    | Amicale FC           |

Anmerkung

### Gruppe B
| Pl. | Verein           | Sp. | S | U | N | Tore    | Diff. | Punkte |
| --- | ---------------- | --- | - | - | - | ------- | ----- | ------ |
| 1.  | Team Wellington  | 3   | 3 | 0 | 0 | 008:100 | +7    | 09     |
| 2.  | Hekari United FC | 3   | 2 | 0 | 1 | 008:500 | +3    | 06     |
| 3.  | Suva FC          | 3   | 1 | 0 | 2 | 003:600 | −3    | 03     |
| 4.  | AS Lössi         | 3   | 0 | 0 | 3 | 003:100 | −7    | 0      |

| 9. April 2016    |     |                  |
| Team Wellington  | 2:0 | Suva FC          |
| AS Lössi         | 1:5 | Hekari United FC |
| 12. April 2016   |     |                  |
| AS Lössi         | 1:2 | Team Wellington  |
| Hekari United FC | 3:0 | Suva FC          |
| 16. April 2016   |     |                  |
| Suva FC          | 3:1 | AS Lössi         |
| Team Wellington  | 4:0 | Hekari United FC |

### Gruppe C
| Pl. | Verein     | Sp. | S | U | N | Tore    | Diff. | Punkte |
| --- | ---------- | --- | - | - | - | ------- | ----- | ------ |
| 1.  | AS Magenta | 3   | 3 | 0 | 0 | 009:200 | +7    | 09     |
| 2.  | AS Tefana  | 3   | 2 | 0 | 1 | 015:500 | +10   | 06     |
| 3.  | Nadi FC    | 3   | 1 | 0 | 2 | 005:120 | −7    | 03     |
| 4.  | Kiwi FC    | 3   | 0 | 0 | 3 | 003:130 | −10   | 0      |

| 8. April 2016  |     |            |
| Nadi FC        | 1:6 | AS Tefana  |
| Kiwi FC        | 0:2 | AS Magenta |
| 11. April 2016 |     |            |
| Kiwi FC        | 3:4 | Nadi FC    |
| AS Magenta     | 4:2 | AS Tefana  |
| 15. April 2016 |     |            |
| AS Tefana      | 7:0 | Kiwi FC    |
| Nadi FC        | 0:3 | AS Magenta |

### Rangliste der Gruppenzweiten
| Pl. | Verein           | Sp. | S | U | N | Tore    | Diff. | Punkte |
| --- | ---------------- | --- | - | - | - | ------- | ----- | ------ |
| 1.  | AS Tefana        | 3   | 2 | 0 | 1 | 015:500 | +10   | 06     |
| 2.  | Amicale FC       | 3   | 2 | 0 | 1 | 007:300 | +4    | 06     |
| 3.  | Hekari United FC | 3   | 2 | 0 | 1 | 008:500 | +3    | 06     |

## K.-o.-Phase

### Halbfinale
Die Halbfinalspiele fanden am 20. April 2016 im North Harbour Stadium in Auckland statt.
|                  | Ergebnis |            |
| ---------------- | -------- | ---------- |
| Auckland City FC | 4:2      | AS Tefana  |
| Team Wellington  | 2:0      | AS Magenta |

### Finale
| Auckland City FC | Auckland City FC | Team Wellington | Team Wellington |
| --- | --- | --- | --------------- |
| Auckland City FC | \| 23. April 2016 um 19:00 Uhr (NZL) in Auckland (North Harbour Stadium) \| \| Ergebnis: 3:0 (1:0) \| \| Zuschauer: 1.500 \| \| Schiedsrichter: Averii Jacques ( Tahiti) \| \| [2016 OFC Champions League Match Summary Auckland City FC - Team Wellington 23 APR 2016 (Memento vom 28. April 2016 im Internet Archive) Spielbericht] \| | \| 23. April 2016 um 19:00 Uhr (NZL) in Auckland (North Harbour Stadium) \| \| Ergebnis: 3:0 (1:0) \| \| Zuschauer: 1.500 \| \| Schiedsrichter: Averii Jacques ( Tahiti) \| \| [2016 OFC Champions League Match Summary Auckland City FC - Team Wellington 23 APR 2016 (Memento vom 28. April 2016 im Internet Archive) Spielbericht] \| | Team Wellington |
| Auckland City FC | Diego Rivas Rego – Takuya Iwata, Ángel Berlanga , Darren White, Kim Dae-wook – Mario Bilen, Te Atawhai Hudson-Wihongi, Micah Leaʻalafa – Ryan De Vries, João Moreira (86. Emiliano Tade), Clayton Lewis Cheftrainer: Ramon Tribulietx ( Spanien)                                                                                         | Scott Basalaj – Anthony Hobbs, Bill Robertson , Fergus Neil – Christopher Bale, Leonardo Villa, Mario Barcia (72. Steven Gulley), Alex Feneridis – Tom Jackson, Luis Corrales (88. Saul Halpin), Ben Harris (89. Andrew Bevin) Cheftrainer: Matt Calcott                                                                                 | Team Wellington |
| Auckland City FC | 1:0 Micah Lea'alafa (2.) 2:0 Clayton Lewis (67.) 3:0 Micah Lea'alafa (84.) | | Team Wellington |
| Auckland City FC | Te Atawhai Hudson-Wihongi (51.), Mario Bilen (82.) | Mario Barcia (25.), Alex Feneridis (36.), Anthony Hobbs (60.), Christopher Bale (90.) | Team Wellington |
| Auckland City FC | Alex Feneridis (83.) | | Team Wellington |
| 23. April 2016 um 19:00 Uhr (NZL) in Auckland (North Harbour Stadium)                                                                                  | | |                 |
| Ergebnis: 3:0 (1:0) | | |                 |
| Zuschauer: 1.500 | | |                 |
| Schiedsrichter: Averii Jacques ( Tahiti) | | |                 |
| [2016 OFC Champions League Match Summary Auckland City FC - Team Wellington 23 APR 2016 (Memento vom 28. April 2016 im Internet Archive) Spielbericht] | | |                 |

## Beste Torschützen
Nachfolgend sind die besten Torschützen der OFC-Champions-League-Saison (ohne Qualifikation) aufgeführt.
| Rang | Spieler         | Klub             | Tore |
| ---- | --------------- | ---------------- | ---- |
| 1    | João Moreira    | Auckland City FC | 5    |
| 2    | Anish Khem      | Nadi FC          | 4    |
|      | Micah Leaʻalafa | Auckland City FC | 4    |
| 4    | Georges Bearune | AS Magenta       | 3    |
|      | Adam Dickinson  | Amicale FC       | 3    |
|      | Tom Jackson     | Team Wellington  | 3    |
|      | Tauhiti Keck    | AS Tefana        | 3    |
|      | Clayton Lewis   | Auckland City FC | 3    |
|      | Temarii Tinorua | AS Tefana        | 3    |